# Sturmpanzer I
Lo Sturmpanzer I, spesso noto solo come Bison, il cui numero d'identificazione era Sd.Kfz. 101, è stato il primo semovente d'artiglieria a operare nelle file dell'esercito tedesco nel corso della seconda guerra mondiale. Il semovente era stato ottenuto con la rimozione della torretta dallo scafo del carro armato leggero Panzer I e l'aggiunta di una casamatta corazzata a protezione di un cannone d'accompagnamento sIG 33 da 150 mm: costruito in piccola serie come veicolo d'emergenza, continuò a essere utilizzato fino agli ultimi mesi del 1943 solo sul fronte orientale.

## Storia

### Sviluppo
Le prime operazioni militari in Polonia evidenziarono un problema inaspettato: la nuova dottrina bellica e l'impiego intensivo di mezzi motorizzati come massa d'urto principale lasciavano indietro l'artiglieria trainata, che non riusciva così ad appoggiare le truppe quando richiesto. Verso la fine del 1939, terminata la campagna, i comandi cercarono una soluzione rapida a questa deficienza, decidendo di montare gli obici divisionali da supporto sul carro armato leggero Panzer I e fornire così la fanteria di un pronto sostegno.

### Produzione
Tra gennaio e febbraio 1940 le industrie Alkett a Berlino fabbricarono trentotto esemplari, riconvertendo alcuni degli scafi di Panzer I compresi tra il numero 10478 e il numero 16500.

### Impiego operativo
Il nuovo cannone d'assalto fu indicato con la sigla ufficiale 15 cm schwerer Infanteriegeschütz 33 (Selbstfahrlafette) auf Panzerkampfwagen I Ausf. B abbreviata in 15 cm sIG 33 (Sf) auf PzKpfw I Ausf. B, che in tedesco significa "cannone pesante da fanteria 33 da 150 mm (semovente) su Panzer I versione B"; comunque nell'ambiente militare era noto semplicemente come Sturmpanzer I o il nomignolo "Bison".
Dei veicoli prodotti, trentasei vennero suddivisi equamente tra la 701., 702., 703., 704., 705. e 706. sIG Kompanien (mot.), in tedesco "compagnia cannoni pesanti da fanteria (motorizzata)". Le compagnie furono assegnate alla 1., 2., 5., 7., 9. e 10. Panzer-Division, ma in seguito furono assegnate ai comandi di corpo d'armata. I reparti combatterono durante la campagna di Francia nella primavera 1940 e le operazioni nei Balcani dell'aprile 1941; nel giugno 1941 furono tutte coinvolte nella grande Operazione Barbarossa con la quale il Terzo Reich si proponeva di distruggere l'Unione Sovietica. I combattimenti furono particolarmente duri e le compagnie 705 e 706 furono distrutte.
Nel giugno 1942 le forze tedesche in Russia lanciarono una seconda offensiva nella porzione meridionale del fronte orientale, cui solo la 701. sIG Kompanie prese parte; prima della fine dell'estate essa venne comunque trasferita al Gruppo d'armate Centro assieme al reparto gemello aggregato alla 9. Panzer-Division. L'ultima menzione sulle compagnie motorizzate di cannoni da fanteria risale alla metà del 1943 e fa riferimento alla 704. sIG Kompanie, integrata nella 5. Panzer-Division e ancora operativa. I superstiti veicoli furono ritirati dal fronte verso la fine dell'anno.

## Caratteristiche
Il nuovo veicolo era stato ottenuto con un processo molto semplice: sullo scafo del Panzer I Ausf. B, opportunamente privato di torretta e parte della sovrastruttura, fu inchiavardata una casamatta squadrata, simile a una grande scatola aperta sul retro e sul cielo. La struttura era composta da lamiere spesse 10 mm verticali sui fianchi e inclinate a 25° anteriormente; il semovente veniva così a misurare 2,80 metri in altezza, rendendo la sua sagoma di facile individuazione. Il compartimento conteneva un obice sIG 33 da 150 mm lungo appena 11,4 calibri (L/11,4) completo di affusto e ruote. Quest'arma, dal peso di 1.750 chili in batteria, aveva una gittata di 4.700 metri e una velocità iniziale di 240 m/s; le granate ad alto esplosivo adoperate pesavano ognuna 38 chili. Il brandeggio manuale copriva 12,5° a sinistra e a destra senza far ruotare la base semovente, mentre l'alzo massimo era di +75°. Non erano invece disponibili mitragliatrici o altre armi da difesa ravvicinata.
Lo scafo utilizzato non aveva subito altri interventi oltre la rimozione delle parti indesiderate: la corazzatura, sia saldata che rivettata, era spessa 13 mm su tutti i lati dello scafo e l'inclinazione rispetto alla verticale arrivava a 22 - 27° sul muso, a 22° sui fianchi e a 19° sul retro; pavimento e cielo erano dotati di esigue protezioni da 6 e 7 mm orizzontali rispettivamente.
L'apparato propulsore nel vano posteriore era rimasto il Maybach NL 38 TR a 6 cilindri in linea erogante 100 hp. Il consumo su strada ammontava a 105 litri ogni 100 chilometri, 156 litri se si percorreva la stessa distanza su terra: con un serbatoio che a stento conteneva 150 litri e un peso complessivo di 8,5 tonnellate l'autonomia veniva a esserne piuttosto compromessa, soprattutto su terreni accidentati. La trasmissione ZF Aphon FG 31, collegata con un cambio a cinque marce avanti e una indietro, dava potenza alla ruota motrice anteriore. Essa muoveva cingoli larghi 280 mm composti da 100 maglie con guida esterna, inadatti all'incremento di massa poiché registravano una pressione al suolo di 0,76 kg/cm2. I cingoli erano agganciati a un treno di rotolamento con cinque ruote portanti. La prima con una propria molla elicoidale era equipaggiata anche con un ammortizzatore, le rimanenti quattro erano accoppiate grazie a due carrelli e condividevano la stessa balestra fissata a una struttura a trave; la ruota di rinvio posteriore controllava il tensionamento dei cingoli. Nella parte superiore si trovavano quattro rulli di sostegno. L'equipaggio era composto da cinque membri, dei quali solo il pilota era seduto dentro lo scafo: per garantirgli una visione esterna era stata ricavata una lunga apertura rettangolare nella parte inferiore della casamatta. Comandante e cannoniere trovavano posto nel compartimento, ma lo spazio rimanente era tanto esiguo che era possibile caricare solo tre proietti di pronto impiego: i due serventi dovevano viaggiare separatamente su un semicingolato portamunizioni e passare le granate quando necessario.
In generale il veicolo non si poteva dire un insieme bilanciato: l'obice e la casamatta mettevano sotto continuo sforzo motore e sospensioni, mentre l'alto baricentro limitava la mobilità della macchina; in particolare la velocità e manovrabilità fuoristrada cadevano verticalmente. Infatti poteva superare ostacoli alti solo 36 centimetri e trincee larghe 1,40 metri, sebbene le capacità di guado fossero nella media (0,58 metri). La luce libera misurava 29 centimetri.